# Yoon Bok-Kyun
Yoon Bok-Kyun es un deportista surcoreano que compitió en judo. Ganó dos medallas en el Campeonato Asiático de Judo de 1966, en las categorías de –80 kg y abierta.

## Palmarés internacional
| Campeonato Asiático | Campeonato Asiático | Campeonato Asiático | Campeonato Asiático |
| Año                 | Lugar               | Medalla             | Categoría           |
| ------------------- | ------------------- | ------------------- | ------------------- |
| 1966                | Manila (Filipinas)  | Medalla de plata    | –80 kg              |
| 1966                | Manila (Filipinas)  | Medalla de bronce   | Abierta             |